# Partit Demòcrata (Cambodja)
El Partit Demòcrata (khmer: ក្រុមប្រជាធិបតេយ្យ, "Grup Demòcrata") va ser un partit polític cambodjà de caràcter esquerrà i pro-independentista, format el 1946 pel príncep Sisowath Youtevong, qui havia estat prèviament membre de la Secció Francesa de la Internacional Obrera. Va ser el partit dominant al país fins a la creació, el 1955, del Sangkum.
El seu eslògan principal era "Pau, Independència, Disciplina i Coratge", mentre que el seu símbol electoral era el cap d'un elefant i tres flors de lotus.

## Història
En les primeres eleccions a l'Assemblea Constituent de la colònia cambodjana, celebrades el setembre de 1946, els demòcrates van aconseguir 50 dels 67 escons, conformant-se com el principal partit del país durant molts anys, tot i la mort de Youtevong a principis de 1947. Els demòcrates, en contrast amb els seus rivals, el Partit Liberal (Kanak Sereipheap) del príncep Norodom Norindeth i els Demòcrates Progressistes liderats pel príncep Norodom Montana, estaven a favor de la independència immediata, basada en el model de la democràcia francesa; a més, també van mantenir que els moviments resistents dels Khmer Issarak eren patriotes, fet que no agradava a les autoritats franceses.
El partit va vèncer a les eleccions de 1947, on va rebre l'ajuda d'un equip d'entusiastes activistes, entre els que es trobava un jove Saloth Sar, que més tard passaria a la història com Pol Pot, i Ieng Sary). D'altres figures destacades associades al Partit Demòcrata, en aquest període, van ser el centrista In Tam i l'esquerrà Hu Nim, un altre dels futurs líders dels khmers rojos.
La deserció de Yem Sambaur i d'altres diputats als Liberals el 1948, així com el posterior assassinat del líder demòcrata, Ieu Koeus, el 1950, per part d'un membre de l'entorn de Norindeth, van comportar un període de fragmentació i divisió al partit. Tot i així, i encara que els liberals van millorar els resultats, els demòcrates van seguir atraient bona part dels membres de l'elit intel·lectual khmer durant el període que precedir la independència de Cambodja, el 1953, aconseguint mantenir el suport dels funcionaris civils i de les classes educades urbanes. Son Ngoc Thanh, primer ministre durant l'ocupació japonesa del país, també va formar part dels demòcrates entre 1951 i 1952, moment en què va amagar-se als boscos del nord de Cambodja, on va començar el seu propi moviment independentista, aquest de dretes.